# Dominique Nohain
Pour les articles homonymes, voir Nohain (homonymie).
Dominique Nohain, de son vrai nom Dominique Legrand, né le 8 juillet 1925 à Paris et mort le 30 mai 2017 dans la même ville,, est un acteur, dramaturge, scénariste et metteur en scène français. Il est le fils de Jean Nohain, le neveu de Claude Dauphin, le cousin germain de Jean-Claude Dauphin et l'oncle de l'écrivaine Raphaëlle Giordano.

## Biographie
Dans son enfance, il rencontre fréquemment Tristan Bernard, ami de son grand-père Franc-Nohain.
En 1944, il s'engage dans la Division Leclerc et participe à la Libération de Paris avec son père.
Il entame une carrière d’acteur au cinéma et au théâtre et apparaît aussi dans certains spectacles de son père. Avec André Leclerc et Pierre Louis, il est le coscénariste de la célèbre émission télévisée de variétés des années 1950, 36 chandelles. Il devient ensuite auteur dramatique et dirige le Théâtre Tristan Bernard.

### Vie privée
Il a été marié à Paulette Muraire (1925-1992), fille de Raimu avec laquelle il a eu une fille Isabelle Nohain, puis à la comédienne Noëlle Norman.

## Filmographie

### Cinéma
- 1944 : Bifur 3 de Maurice Cam
- 1945 : Les Démons de l'aube d'Yves Allégret : Simon dit Chouchou
- 1946 : Mensonges de Jean Stelli
- 1946 : Amour, Délices et Orgues d'André Berthomieu (plus adaptation) : Étienne
- 1948 : Le Bal des pompiers d'André Berthomieu
- 1957 : C'est arrivé à 36 chandelles d'Henri Diamant-Berger : lui-même

### Télévision
- 1976 : Au théâtre ce soir : Seul le poisson rouge est au courant de Jean Barbier et Dominique Nohain, mise en scène Dominique Nohain, réalisation Pierre Sabbagh, théâtre Édouard VII
- 1979 : Au théâtre ce soir : Crime à la clef d'Alain Bernier et Roger Maridat, mise en scène Jean-Paul Cisife, réalisation Pierre Sabbagh, Théâtre Marigny
- 1979 : Au théâtre ce soir : Le Troisième Témoin de Dominique Nohain, mise en scène de l'auteur, réalisation Pierre Sabbagh, Théâtre Marigny
- 1980 : Au théâtre ce soir : Comédie pour un meurtre de Jean-Jacques Bricaire et Maurice Lasaygues, mise en scène Dominique Nohain, réalisation Pierre Sabbagh, Théâtre Marigny

## Théâtre

### Auteur
- Jeux. Théâtre Saint-Georges, 27 décembre 1945.
- Le Troisième témoin
- L'Oiseau de bonheur
- Seul le poisson rouge est au courant (co auteur : Jean Barbier)
- L'Escargot écossais

### Comédien
- 1952 : Défense de doubler de Dominique Nohain, mise en scène Émile Dars - Théâtre Les Célestins, Lyon
- 1957 : Auguste de Raymond Castans, mise en scène Jean Wall, Théâtre des Nouveautés
- 1961 : Deux pieds dans la tombe de Frédéric Valmain d'après Jack Lee, mise en scène Jean Dejoux - Théâtre Charles de Rochefort
- 1961 : Coralie et Cie de Maurice Hennequin et Albin Valabrègue, mise en scène Jean Le Poulain - Théâtre Sarah-Bernhardt
- 1964 : Le Troisième Témoin de Dominique Nohain, mise en scène de l'auteur - Théâtre Charles de Rochefort
- 1965 : L'Oiseau du bonheur de Dominique Nohain, mise en scène de l'auteur - Théâtre de l'Ambigu-Comique
- 1973 : Seul le poisson rouge est au courant de Dominique Nohain et Jean Barbier, mise en scène Dominique Nohain - Théâtre Charles de Rochefort
- 1974 : L'Escargot écossais de Dominique Nohain, mise en scène de l'auteur - Théâtre Charles de Rochefort
- 1978 : Crime à la clef d'Alain Bernier et  Roger Maridat, mise en scène Jean-Paul Cisife - Théâtre Tristan Bernard
- 1979 : Comédie pour un meurtre de Jean-Jacques Bricaire et Maurice Lasaygues, mise en scène Dominique Nohain - Théâtre Tristan Bernard

### Metteur en scène
- 1964 : Le Troisième Témoin de Dominique Nohain - Théâtre Charles de Rochefort
- 1977 : L'Oiseau du bonheur de Dominique Nohain - Théâtre Tristan Bernard
- 1979 : Comédie pour un meurtre de Jean-Jacques Bricaire et Maurice Lasaygues - Théâtre Tristan Bernard
- 1983 : Erreur judiciaire de Maurice Blum - Théâtre Tristan Bernard
- 1983 : Balle de match d’Alain Bernier et Roger Maridat - Théâtre Tristan Bernard